# Quiscalus
Quiscalus – rodzaj ptaków z podrodziny epoletników (Agelaiinae) w rodzinie kacykowatych (Icteridae).

## Zasięg występowania
Rodzaj obejmuje gatunki występujące w Ameryce.

## Morfologia
Długość ciała samców 25–43 cm, masa ciała 66–239 g; długość ciała samic 21,7–33 cm, masa ciała 49–147 g.

## Systematyka

### Etymologia
Quiscalus: epitet gatunkowy Gracula quiscula Linnaeus, 1758; karaibska nazwa Quisqueya – „matka wszystkich ziem”, dla wyspy Haiti.

### Podział systematyczny
Do rodzaju należą następujące gatunki:
- Quiscalus quiscula (Linnaeus, 1758) – wilgowron mniejszy
- Quiscalus nicaraguensis Salvin & Godman, 1891 – wilgowron jeziorowy
- Quiscalus lugubris Swainson, 1838 – wilgowron żałobny
- Quiscalus niger (Boddaert, 1783) – wilgowron czarny
- Quiscalus major Vieillot, 1819 – wilgowron żaglosterny
- Quiscalus mexicanus (J.F. Gmelin, 1788) – wilgowron meksykański
- Quiscalus palustris (Swainson, 1827) – wilgowron cienkodzioby – takson wymarły około 1910 roku[8]